# Beaver (Utah)
Beaver is een plaats (city) in de Amerikaanse staat Utah, en valt bestuurlijk gezien onder Beaver County.

## Demografie
Bij de volkstelling in 2000 werd het aantal inwoners vastgesteld op 2454.
In 2006 is het aantal inwoners door het United States Census Bureau geschat op 2631, een stijging van 177 (7,2%).

## Geografie
Volgens het United States Census Bureau beslaat de plaats een oppervlakte van
11,9 km², geheel bestaande uit land. Beaver ligt op ongeveer 282 m boven zeeniveau.

## Plaatsen in de nabije omgeving
De onderstaande figuur toont nabijgelegen plaatsen in een straal van 40 km rond Beaver.

## Geboren
- Butch Cassidy (1866–1908), treinrover, bankrover en leider van de Wild Bunch
- Betty Compson (1898-1974), actrice
- Philo Farnsworth (1906–1971), uitvinder en televisiepionier